# Relacions internacionals de l'Azerbaidjan

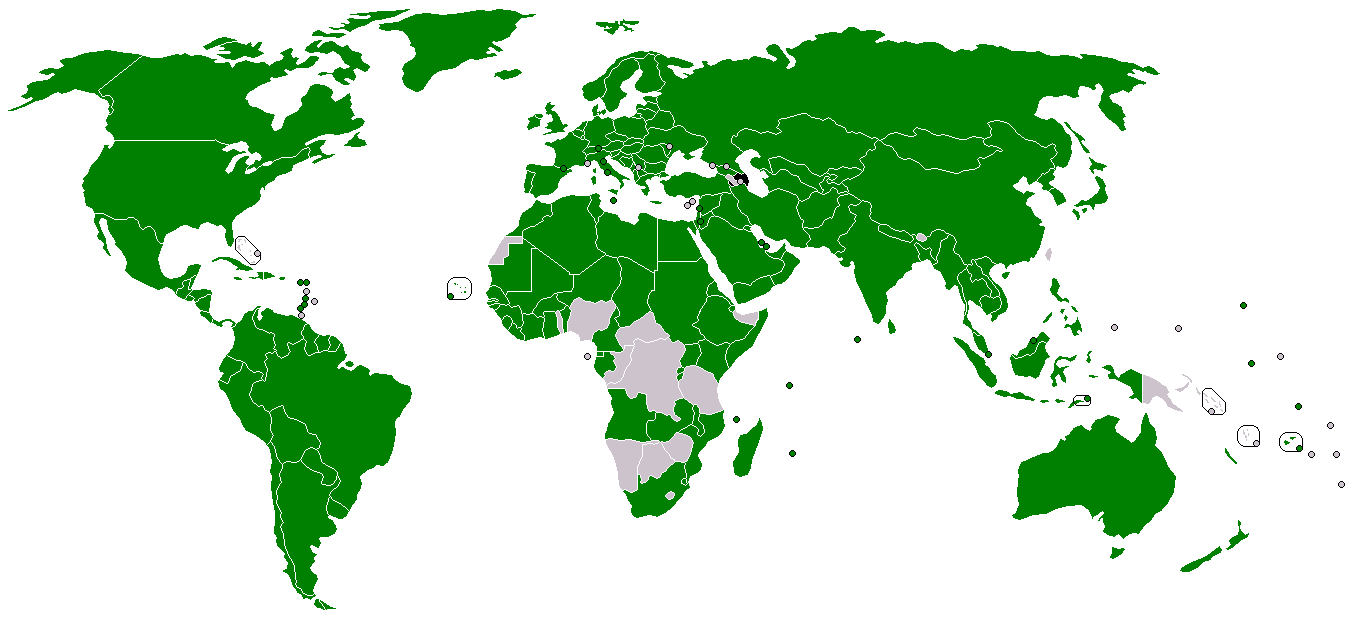
Països que posseeixen relacions amb l'Azerbaidjan:
Mantenen relacions
No han establert relacions

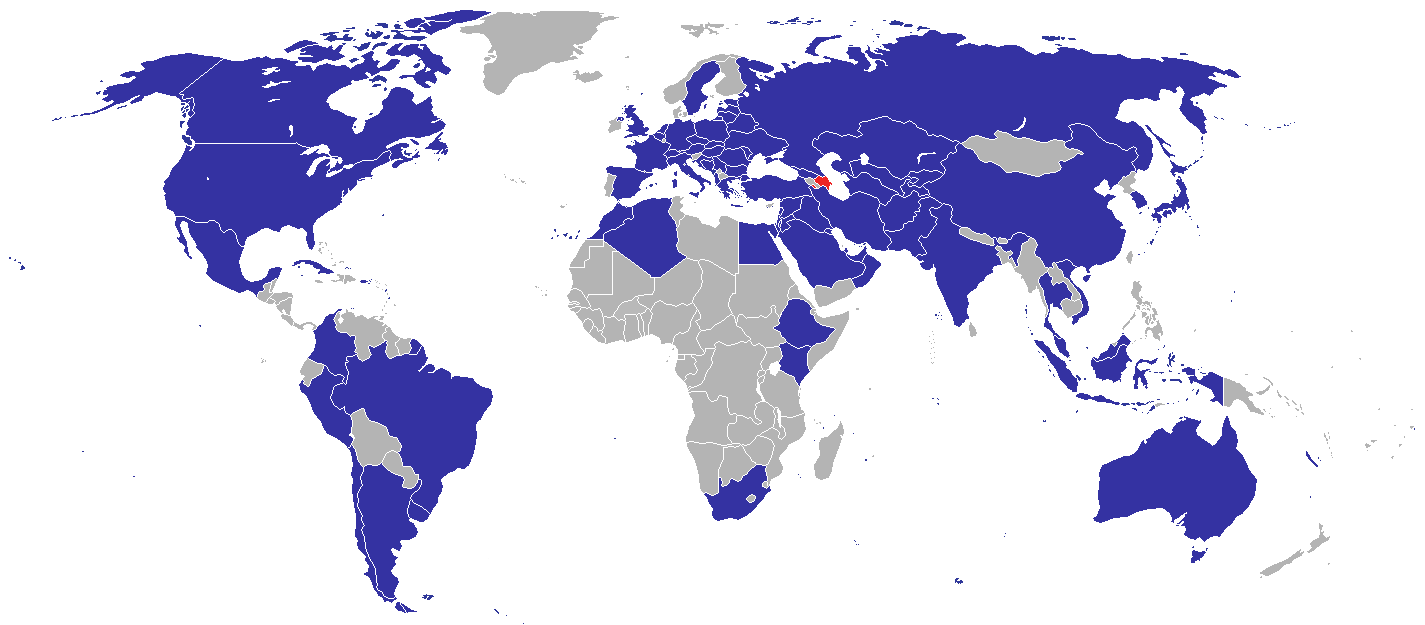
Missions diplomàtiques de l'Azerbaidjan.

Les relacions exteriors de l'Azerbaidjan són les relacions que té aquest país amb els altres països de l'exterior, tant en el camp polític, com en els camps econòmic, comercial, militar, jurídic, geopolític i geoestratègic.
El país manté ambaixades a 160 països, mantenint un total de relacions bilaterals amb 174 països, incloent l'Estat de Palestina, la Santa Seu i Israel (sent un dels països amb majoria musulmana amb millors relacions amb aquest país). no manté relacions amb Bahames, Barbados, Xipre, Armènia, Nigèria, República Centreafricana, Congo, Tanzània, Botswana, Namíbia, Lesotho, Sant Vaig prendre i Príncep, Palau, Micronèsia, Kiribati, Illes Salomó, Vanuatu, Tonga, Samoa, Papua Nova Guinea, l'Ordre de Malta i els estats amb reconeixement limitat.
És membre de les Nacions Unides, el Moviment de Països No Alineats, l'Organització per a la Seguretat i la Cooperació a Europa, l'Associació per a la Pau de l'OTAN, el Consell d'Associació euroatlàntica, l'Organització Mundial de la Salut, el Banc Europeu de Reconstrucció i Desenvolupament, el Consell d'Europa, el Tractat de les Forces Armades Convencionals a Europa, la Comunitat de Democràcies, el Fons Monetari Internacional, i el Banc Mundial.

## Disputes

### Conflictes territorials
El conflicte sobre la regió d'Alt Karabakh dins de la república de l'Azerbaidjan va començar quan el 1988 la majoria armènia de la regió va exigir autonomia. Això va donar lloc a disturbis anti-armenis a l'Azerbaidjan, amb les milícies azerbaiyanas tractant d'expulsar els armenis de l'enclavament. El 1992 va esclatar una guerra i els pogroms dels armenis i dels àzeris van obligar a tots dos grups a fugir de les seves llars. El 1994, un alto el foc negociat per Rússia va posar fi a la guerra, però més d'un milió d'armenis ètnics i àzeris encara no poden tornar al seu país. El conflicte sobre Nagorno-Karabakh segueix sense resoldre malgrat les negociacions, que estan en curs des de 1992 sota l'ègida del Grup de Minsk de l'OSCE, per resoldre el conflicte pacíficament.